# Luís Alberto (cầu thủ bóng đá, sinh 1983)
Luís Alberto Silva dos Santos (sinh ngày 17 tháng 11 năm 1983 ở Salvador, Bahia), hay Luís Alberto, là một cầu thủ bóng đá người Brasil thi đấu ở vị trí tiền vệ cho câu lạc bộ Bồ Đào Nha Varzim SC.

## Danh hiệu
Vitória
- Campeonato Baiano: 2013